# Часовая башня Долмабахче
Часовая башня Долмабахче (тур. Dolmabahçe Saat Kulesi) — часовая башня, расположенная за пределами дворца Долмабахче в Стамбуле, Турция. Его строительство было заказано османским султаном Абдул-Хамидом II (1842—1918) и спроектировано придворным архитектором Саркисом Бальяном между 1890 и 1895 годами.
Башня с часами была пристроена к дворцу Долмабахче и расположена перед воротами Казначейства на площади вдоль европейской набережной Босфора рядом с мечетью Долмабахче. Четырёхсторонняя четырёхэтажная башня, выполненная в стиле необарокко 8,5 × 8,5 м на высоте 27 м. Её часы были изготовлены известным французским часовым домом Жан-Поля Гарнье и установлены придворным часовщиком Иоганном Майером. Их циферблат украшен стилизованными восточно-арабскими цифрами. В 1979 году оригинальные механические часы были частично преобразованы в электрические. На двух противоположных сторонах башни изображена тугра султана Абдул-Хамида II.